# William Samuel Henson
Pour les articles homonymes, voir Henson.
William Samuel Henson, né à Nottingham (Angleterre) le 3 mai 1812 et mort à Newark (New Jersey) (États-Unis) le 22 mars 1888, est un pionnier britannique de l'aviation.
Avec John Stringfellow, il reprend les travaux de George Cayley sur l'aviation et met au point le tout premier planeur sur les bases de l'aérodynamisme et du poids.

## Biographie

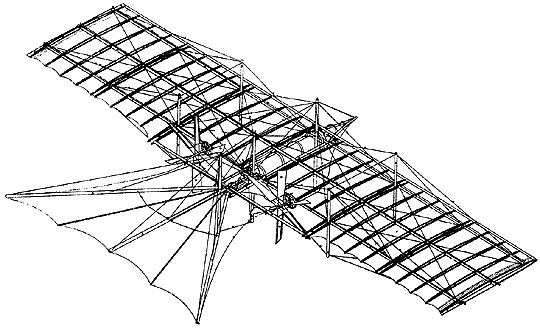
Plan de l'appareil

Il invente en 1842 un appareil à plans inclinés et hélices actionnées par la vapeur ainsi que des modèles à mouvement d'horlogerie et édite en 1843 le premier projet complet d'aéroplane à vapeur. 
Avec Stringfellow, il construit en 1844 un imposant modèle de l'appareil qui est expérimenté en 1847 vers Chard mais dont les résultats sont décevants. Cet appareil monoplan, l'Ariel, d'une envergure de cinquante mètres avec des ailes inspirées de celles des moulins à vent, est équipé, pour la première fois dans l'histoire de l'aéronautique, d'une machine à vapeur, était conçu de manière exacte mais la puissance l'entrainant était trop faible.
Jules Verne mentionne Henson dans le chapitre VI de son roman Robur-le-Conquérant.